# 特拉敘墨得斯
特拉敘墨得斯（Thrasymedes, 古希腊语Θρασυμήδης Thrasymḗdēs），古希腊神话中的人物。皮洛斯国王涅斯托尔的儿子，特洛伊战争中阿开亚人的英雄之一。
在古希腊诗人荷马的两部史诗《伊利亚特 / 伊利昂记》第九、十、十六、十七卷中和《奥德赛》第三卷中作为涅斯托尔的儿子直接或者间接出现。